# Colibri de Goudot
Chrysuronia goudoti
Espèce
Répartition géographique
Statut de conservation UICN

 LC  : Préoccupation mineure
Statut CITES
Le Colibri de Goudot (Chrysuronia goudoti, anciennement Lepidopyga goudoti) est une espèce de colibris de la sous-famille des Trochilinae.

## Nomenclature
Son nom commémore l'explorateur naturaliste Justin Goudot (1802-1847).

## Habitat et distribution
Le Colibri de Goudot se trouve en Colombie et dans l'ouest du Venezuela.

## Référence
- (en) « Neotropical Birds Online », Cornell Lab of Ornithology, 2 juillet 2011
- (fr) Oiseaux.net : Chrysuronia goudoti (+ répartition)
- (en) Congrès ornithologique international : Lepidopyga goudoti dans l'ordre Apodiformes
- (en) CITES : Lepidopyga goudoti (Bourcier, 1843)  (+ répartition sur Species+) (consulté le 1er juillet 2015)
- (fr) CITES : taxon  Lepidopyga goudoti (sur le site du ministère français de l'Écologie) (consulté le 1er juillet 2015)
- (en) UICN : espèce Chrysuronia goudoti (Bourcier, 1843)
- (fr + en)  Avibase : Chrysuronia goudoti (+ répartition)
- (fr) eBird : Chrysuronia goudoti